# Amitabh Bachchan
Amitabh Bachchan (devánagari: अमिताभ बच्चन, urdu: امیتابھ بچن), (Allahabad, 11 de octubre de 1942) es un actor, presentador de televisión y productor indio de Bollywood, padre de Abhishek Bachchan, Shweta Bachchan y suegro de Aishwarya Rai. Está casado desde 1973 con la actriz Jaya Bachchan, con quien tiene dos hijos Shweta y Abhishek

## Biografía
Hijo de madre sij y padre hindú, el médico y poeta en hindi y urdu Harivansh Rai Bachchan que cambió su apellido de Srivastava a Bachchan.
Amitabh estudió en el instituto masculino de Prayagraj y después, se graduó en artes en el Sherwood College de Nainital. Más tarde se licenció en ciencias en la universidad de Delhi. Más tarde, firmó como agente de una empresa de transporte en Calcuta, Bird and Co. para ir empezando una carrera artística.

### Comienzos 1969-1972
Amitabh Bachchan debutó en 1969 como uno de los siete protagonistas de Saat Hindustani. La película no tuvo mucho éxito, pero Bachchan consiguió su primer National Film Award.
La crítica y el público aclamaron su comercial Anand (1970) y a esta cinta, le siguieron otras de escaso éxito como Reshma Aur Shera (1971) y Parwaana (1971).

### El estrellato: 1973-1983
Su película más taquillera fue  Zanjeer de Prakash Mehra, donde le dieron un papel protagonista rechazado al principio por Dev Anand, la película fue un éxito después de varios fracasos y lo catapultó al estrellato y a protagonizar películas como Deewaar (1975), Sholay (1975), Muqaddar Ka Sikander (1978), Don (1978), Kasme Vaade (1978), Kaala Patthar (1979) y Lawaaris (1981).
Todas estas películas, lo convirtieron en un gran héroe de acción, aunque también realizó otras cómicas como Chupke Chupke (1975), Amar Akbar Anthony (1977) y Namak Halaal (1982), o románticas como Kabhie Kabhie (1976) y Silsila (1981). En 1982, tuvo un accidente rodando Coolie. Se pasó meses recuperándose, y cuando pudieron por fin sacar el film, fue todo un éxito en taquilla gracias a toda esta publicidad.

### Carrera política: 1984-1987
En 1984, Amitabh incurrió en política para ayudar al amigo de su familia, Rajiv Gandhi. Compitió con el conocido político H. N. Bahuguna, y le ganó por un amplio margen (68,2% del electorado). Su carrera política, no obstante, duró poco y cesó a los tres años, por un asunto relacionado con el escándalo Bofors.
Tras un proceso judicial, Bachchan fue declarado no culpable.[cita requerida] Pero más tarde, se alejó de la familia Gandhi y tras el cese de Rajiv Gandhi, Bachchan entró en una crisis por las pérdidas económicas de la ABCL. Su amigo Amar Singh lo ayudó durante la crisis y comenzó a apoyar a Mulayam en su campaña política de forma no oficial. Jaya Bachchan se unió al Partido Samajwadi y fue miembro del Rajya Sabha.

### La caída: 1988-1999
En 1988, Bachchan regresó al cine con Shahenshah, que fue éxito en taquilla, en parte por toda la publicidad que se le había dado. Pero tras el éxito de esta película, empezó la mala racha en taquilla, pero fue durante este período cuando ganó su segundo National Film Award, porAgneepath. Tras Khuda Gawah en 1992, se fue semirretirando unos cinco años, aunque sacaba películas como Insaniyat de 1994, que tampoco conseguían mucho éxito.
Bachchan estableció la corporación Amitabh Bachchan Corporation, Ltd. (A.B.C.L.) en 1996 durante este periodo, con la intención de convertirla en un emporio del entretenimiento. Su estrategia comercial consistía en introducir productos y servicios que cubrieran todo el espectro de la industria india del entretenimiento y sus operaciones se basaban en distribuir y producir películas típicas, casetes y vídeos y en la producción y la comercialización de software televisivo y de eventos y personajes importantes. Poco después, sacaron la película Tere Mere Sapne en 1996, que fue un fracaso en taquilla, pero que sirvió para que Arshad Warsi comenzara una carrera como actor cómico. La ABCL produjo más películas, pero ninguna fue bien.
En 1997, Bachchan intentó regresar a la gran pantalla con Mrityudaata, de la ABCL, pero tampoco tuvo mucha rentabilidad. La ABCL perdió millones como patrocinador de Miss Mundo 1996. Todos estos problemas económicos y varios problemas legales que les siguieron, llevaron a la ruina de la ABCL en 1997. La corte de Bombay retiró a Bachchan la potestad para vender el bungalow que tenía en esta ciudad 'Prateeksha' y dos apartamentos hasta que los asuntos financieros con la Canara Bank se resolvieran. Bachchan alegó que había hipotecado su bungalow a Sahara India Finance para incrementar el capital de su compañía. Bachchan intentó más tarde relanzar su carrera como actor y consiguió cierto éxito con Bade Miyan Chote Miyan (1998) y Sooryavansham (1999) pero otros títulso como Lal Baadshah (1999) and Hindustan Ki Kasam (1999) fracasaron en taquilla.

### Kaun Banega Crorepati
En 2000, Bachchan presentó en India el concurso británico, Who Wants to Be a Millionaire? (¿Quiere ser millonario? ) llamado allí Kaun Banega Crorepati (KBC). Fue un éxito, como en muchos países y gracias también al carisma de Bachchan. Se cree que con lo que ganó pudo recuperarse, pero sobre todo, este triunfo le sirvió para recuperar popularidad.

### El regreso: 2000-2007

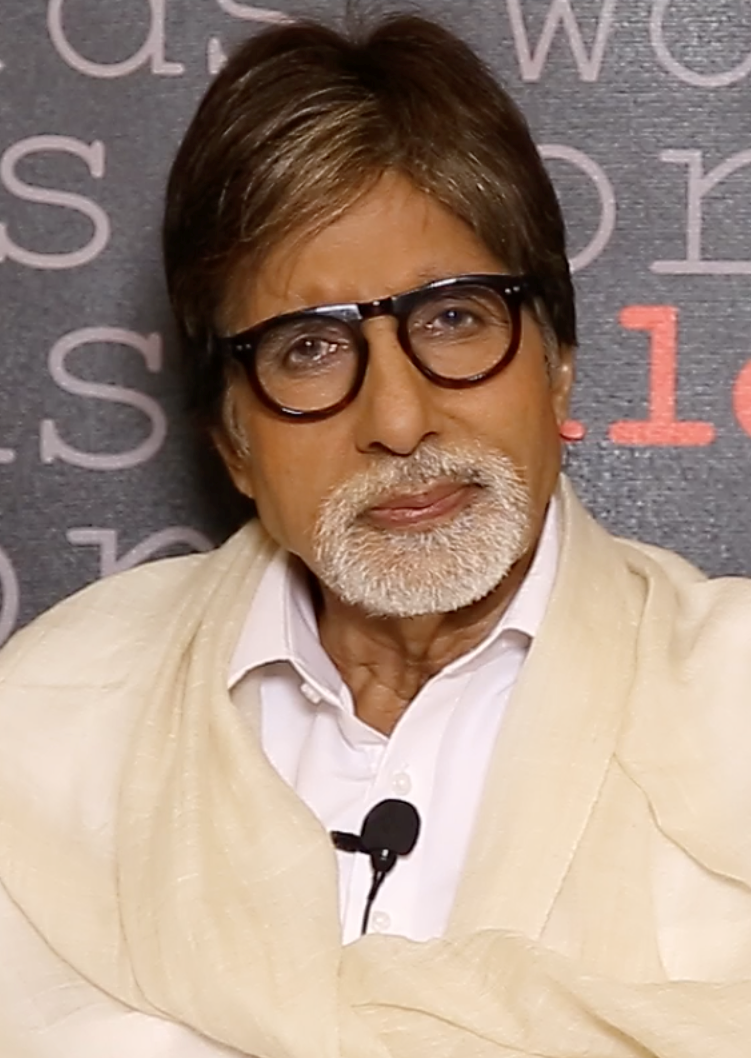
Amitabh Bachchan en diciembre de 2013.

En 2000, Bachchan volvió a arrasar en taquilla con la película de Yash Chopra, Mohabbatein, donde interpretaba a un austero y anciano personaje antagónico a Shah Rukh Khan. A esta película, siguieron otras como Ek Rishtaa: A Bond of Love (2001), Kabhi Khushi Kabhie Gham (2001), Baghban (2003), Aks (2001), Aankhen (2002), Khakee (2004), Dev (2004) y Black (2005). Además, aprovechando esto, realizó mucha publicidad.
Hace poco, salió con su hijo en Bunty Aur Babli (2005), Sarkar (2005) o Kabhi Alvida Na Kehna (2006).Todas ellas taquilleras. Sus más recientes películas Baabul (2006), Eklavya y Nishabd (2007) no lo han sido tanto, pero han sido elogiadas por la críticia.
Entre sus proyectos, está su primera película en inglés Shantaram dirigida por Mira Nair y con Johnny Depp in the lead. O también The Last Lear.
Ahora, con el fin del gobierno de Mulayam Singh, vuelve a tener problemas con ciertas presuntas posesiones ilegales de terrenos agrícolas y supuestas falsificaciones.

### Salud
En el rodaje de Coolie en 1982, Bachchan salió herido en una escena de acción con Puneet Issar. Estuvo en el hospital meses y a veces a punto de morir. Tuvo mucho apoyo de sus fanes y toda la nación en general y al estrenarse Coolie, fue todo un éxito.
El director, Manmohan Desai cambió el final de Coolie, ya que el personaje de Bachchan moría al final. Otro supuesto aliciente de la película era que incluía justo la escena donde tenía el accidente.
En noviembre de 2005, Bachchan ingresó de nuevo en el hospital Lilavati por una diverticulitis. En este tiempo, sus proyectos y su programa Kaun Banega Crorepati quedaron en suspenso hasta su recuperación en marzo de 2006.
Bachchan es además asmático, sufre de talasemia menor y miastenia gravis.

## Premios, honores y reconocimientos

### National Film Awards
- 1970 – Mejor actor novel por Saat Hindustani
- 1991 – Mejor actor por Agneepath
- 2005 – Mejor actor por Black
- 2009 – Mejor actor por Paa

### Filmfare
- Ha estado nominado 30 veces (récord) y lo ha ganado 9 veces (otro récord). Además ha estado nominado tres veces como actor de playback.[18]

### Otros premios
- 2000 – "Kirori Mal College Alumni" award.
- 2002 – "Best Personality of the Year" award
- 2003 – "Maha Style Icon of the Year" award at the MTV Lycra Awards
- 2004 – "Golden Grade" award.
- 2006 – "Celebrity Model of the Year"’ award de la moda india
- IIFA Awards, Zee Cine Awards, Star Screen Awards, Stardust Awards, Bollywood Movie Awards, Sansui Awards, Apsara Awards, y un largo etcétera.

### Premios a su carrera
- 1990, Filmfare Lifetime Achievement Award.
- 1998, Lifetime Achievement Award at the "Omega Award for Excellence" por su contribución al cine indio.[19]
- 2003, Lifetime Achievement Award, London-based Asian Guild
- 2003, Satyajit Ray Lifetime Achievement Award.
- Lifetime Achievement Award at the Sangeet Shiromani Award.

### Premios, honores y reconocimientos nacionales
- 1984, galardón Padma Shri, del gobierno indio.[20]
- 1994, «Yash Bharati Samman», gobierno de Uttar Pradesh.[21]
- 1997, «Distinguished Alumni» award en la función inaugural del jubileo de la universidad central de la capital.
- 2000, fue coronado estrella Filmfare del milenio.[22]
- 2000, premio «Old Sherwoodians Millennium» por su carrera.[23]
- 2001, «Best Artist of the Millennium» de Hero Honda, «Stardust».
- 2001, Padma Bhushan, tercer premio civil más importante de la India.
- "Dayawati Modi", uno de los más importantes premios de las artes en la India.[24]
- 2003, major actor según Zee News.
- 2003, Kishore Kumar por el gobierno de Madhya Pradesh y su trabajo en el cine.[25]
- 2004, doctor honoris causa en la universidad de Jhansi.[26]
- 2004, leyenda viva según la Federation of Indian Chamber of Commerce and Industry (FICCI) in recognition of his contribution to the Indian entertainment industry.
- 2005, Dinanath Mangeshkar por su controbución al cine y la música.[27]
- 2005 International Indian Film Academy (IIFA) creó el primer paseo de la fama 'IIFA Wall of Fame', haciendo un homenaje a Bachchan, que es también embajador de la IIFA.[28]
- 2005, "Estrella más popular de India" según Hansa Research's new syndicated study, Celebrity Track.
- 2005, “Diamoante de India” por el Instituto Gemológico Internacional (IGI).
- 2005, Indio del año según una encuesta de NDTV. Archivado el 27 de septiembre de 2007 en Wayback Machine.
- 2006 por la universidad de Delhi.[29]
- 2006, Indio de año por segunda vez y Artista del año.
- 2007, "Forever Indian" de la Diamond Trading Company. Es el primer indio que lo recibe.
- 2007, Icono Indio del Cine Mundial por la academia Bombay.  Archivado el 20 de marzo de 2007 en Wayback Machine.

### Reconocimientos y honores internacionales
- 1999, "Greatest Star of the Millennium" de la BBC.
- 2000, le pusieron una estatua en el museo de cera Madame Tussauds en Londres.[30]
- Conmemoración de Sudáfrica por la ayuda a este país.[31]
- 2001, segúnForbes, el actor más importante de Bollywood.
- 2001 "Star of the Century" Alexandria International Film Festival.[32]
- 2003, retrospectiva de Bachchan en el 5th Deauville Panasia Film Festival.
- 2003, la televisión británica Channel 4 lo colocó en el puesto 92 de las 100 estrellas de cine más influyentes.[33]
- 2003, embajador de Unicef.[34]
- 2003, homenaje en el Festival Internacional de Hong Kong.
- 2003, homenaje en el Festival Internacional de Marrakech.[35]
- 2004, primer asiático y quinto embajador de la Fundación Nelson Mandela.[36]
- 2005, The Walter Reade Theater of Lincoln Centre de Nueva York lo homenajeó con una retrospetiva titulada"Amitabh Bachchan: The Biggest Film Star in the World".[37]
- 2005, El Tropentheatre de Ámsterdam le rindió un homenaje.[38]
- 2005, le dio voz al documental francés ganador de un Oscar La marcha de los pingüinos, directed by Luc Jacquet.[39]
- 2006, Doctor en artes por la De Montfort University en Leicester.[40]
- 2007, Légion d'honneur[41]

## Filmografía

### Actor
| Año       | Película                         | Papel                                               | Notas |
| --------- | -------------------------------- | --------------------------------------------------- | --- |
| 1969      | Saat Hindustani                  | Anwar Ali                                           | Ganador, Premio National Film Award al Mejor Actor Nuevo                                                         |
| 1969      | Bhuvan Shome                     | Comentarista (voz)                                  | |
| 1971      | Parwaana                         | Kumar Sen                                           | |
| 1971      | Anand                            | Dr. Bhaskar Bannerjee/Babu Moshai                   | Ganador, Premio Filmfare al Mejor Actor de Reparto                                                               |
| 1971      | Reshma Aur Shera                 | Chhotu                                              | |
| 1971      | Bombay Talkies                   | El doliente (sin crédito)                           | |
| 1971      | Guddi                            |                                                     | |
| 1971      | Pyar Ki Kahani                   | Ram Chandra                                         | |
| 1972      | Sanjog                           | Mohan                                               | |
| 1972      | Bansi Birju                      | Birju                                               | |
| 1972      | Piya Ka Ghar                     |                                                     | Aparición especial                                                                                               |
| 1972      | Ek Naza]                         | Manmohan Akash Tyagi                                | |
| 1972      | Bawarchi                         | Narrador                                            | |
| 1972      | Raaste Kaa Patthar               | Jai Shankar Rai                                     | |
| 1972      | Bombay to Goa                    | Ravi Kumar                                          | |
| 1973      | Bada Kabootar                    |                                                     | Aparición especial                                                                                               |
| 1973      | Bandhe Haath                     | Shamu y Deepak                                      | |
| 1973      | Zanjeer                          | Inspector Vijay Khanna                              | Nominado, el Premio Filmfare al Mejor Actor                                                                      |
| 1973      | Gehri Chaal                      | Ratan                                               | |
| 1973      | Abhimaan                         | Subir Kumar                                         | |
| 1973      | Saudagar                         | Moti                                                | |
| 1973      | Namak Haraam                     | Vikram (Vicky)                                      | Ganador, el Premio Filmfare al Mejor Actor de Reparto                                                            |
| 1974      | Kunwara Baap                     | Augustine                                           | Aparición especial                                                                                               |
| 1974      | Dost                             | Anand                                               | Aparición especial                                                                                               |
| 1974      | Kasauti                          | Amitabh Sharma (Amit)                               | |
| 1974      | Benaam                           | Amit Srivastav                                      | |
| 1974      | Roti Kapda Aur Makaan            | Vijay                                               | |
| 1974      | Majboor                          | Ravi Khanna                                         | |
| 1975      | Chupke Chupke                    | Sukumar Sinha/Parimal Tripathi                      | |
| 1975      | Faraar                           | Rajesh (Raj)                                        | |
| 1975      | Mili                             | Shekhar Dayal                                       | |
| 1975      | Deewar                           | Vijay Verma                                         | Nominado, el Premio Filmfare al Mejor Actor                                                                      |
| 1975      | Zameer                           | Baadal/Chimpoo                                      | |
| 1975      | Sholay                           | Jai (Jaidev)                                        | |
| 1976      | Do Anjaane                       | Amit Roy/Naresh Dutt                                | |
| 1976      | Chhoti Si Baat                   |                                                     | Aparición especial                                                                                               |
| 1976      | Kabhi Kabhie                     | Amit Malhotra                                       | Nominado, el Premio Filmfare al Mejor Actor                                                                      |
| 1976      | Hera Pheri                       | Vijay/Inspector Hirachand                           | |
| 1977      | Alaap                            | Alok Prasad                                         | |
| 1977      | Charandas                        | Qawwali singer                                      | Aparición especial                                                                                               |
| 1977      | Amar Akbar Anthony               | Anthony Gonzalves                                   | Ganador, el Premio Filmfare al Mejor Actor                                                                       |
| 1977      | Shatranj Ke Khilari              | Narrador                                            | |
| 1977      | Adalat                           | Dharma/& Raju                                       | Nominado, el Premio Filmfare al Mejor ActorFilmfare Best Actor Award                                             |
| 1977      | Imaan Dharam                     | Ahmed Raza                                          | |
| 1977      | Khoon Pasina                     | Shiva/Tiger                                         | |
| 1977      | Parvarish                        | Amit                                                | |
| 1978      | Besharam                         | Ram Kumar Chandra Prince Chandrashekar              | |
| 1978      | Ganga Ki Saugandh                | Jeeva                                               | |
| 1978      | Kasme Vaade                      | Amit/Shankar                                        | |
| 1978      | Trishul                          | Vijay Kumar                                         | Nominado, el Premio Filmfare al Mejor Actor                                                                      |
| 1978      | Don                              | Don/Vijay                                           | Ganador, el Premio Filmfare al Mejor Actor                                                                       |
| 1978      | Muqaddar Ka Sikandar             | Sikandar                                            | Nominado, el Premio Filmfare al Mejor Actor                                                                      |
| 1979      | The Great Gambler                | Jay/Inspector Vijay                                 | |
| 1979      | Golmaal                          |                                                     | Aparición especial                                                                                               |
| 1979      | Jurmana                          | Inder Saxena                                        | |
| 1979      | Manzil                           | Ajay Chandra                                        | |
| 1979      | Mr. Natwarlal                    | Natwarlal/Avtar Singh                               | Nominado, el Premio Filmfare al Mejor Actor y el Premio Filmfare al Mejor Cantante de Playback (Hombre)          |
| 1979      | Kaala Patthar                    | Vijay Pal Singh                                     | Nominado, el Premio Filmfare al Mejor Actor                                                                      |
| 1979      | Suhaag                           | Amit Kapoor                                         | |
| 1980      | Do Aur Do Paanch                 | Vijay/Ram                                           | |
| 1980      | Dostana                          | Vijay Varma                                         | Nominado, el Premio Filmfare al Mejor Actor                                                                      |
| 1980      | Ram Balram                       | Inspector Balram Singh                              | |
| 1980      | Shaan                            | Vijay Kumar                                         | |
| 1981      | Chashme Buddoor                  |                                                     | Aparición especial                                                                                               |
| 1981      | Commander                        |                                                     | Aparición especial                                                                                               |
| 1981      | Naseeb                           | John Johnny Janardhan                               | |
| 1981      | Barsaat Ki Ek Raat               | ACP Abhijeet Rai                                    | |
| 1981      | Walayati Babu                    | Jagga                                               | Aparición especial                                                                                               |
| 1981      | Lawaaris                         | Heera                                               | Nominado, el Premio Filmfare al Mejor Actor                                                                      |
| 1981      | Silsila                          | Amit Malhotra                                       | Nominado, el Premio Filmfare al Mejor Actor                                                                      |
| 1981      | Yaraana                          | Kishan Kumar                                        | |
| 1981      | Kaalia                           | Kallu/Kaalia                                        | |
| 1982      | Satte Pe Satta                   | Ravi Anand y Babu                                   | |
| 1982      | Bemisaal                         | Dr. Sudhir Roy y Adhir Roy                          | Nominado, el Premio Filmfare al Mejor Actor                                                                      |
| 1982      | Desh Premee                      | Master Dinanath y Raju                              | |
| 1982      | Namak Halaal                     | Arjun Singh                                         | Nominado, el Premio Filmfare al Mejor Actor                                                                      |
| 1982      | Khud-Daar                        | Govind Srivastav/Chotu Ustad                        | |
| 1982      | Shakti                           | Vijay Kumar                                         | Nominado, el Premio Filmfare al Mejor Actor                                                                      |
| 1983      | Nastik                           | Shankar (Sheru)/Bhola                               | |
| 1983      | Andha Kanoon                     | Jan Nissar Akhtar Khan                              | Nominado, el Premio Filmfare al Mejor Actor de Reparto Aparición especial                                        |
| 1983      | Mahaan                           | Rana Ranveer, Guru y Inspector Shankar              | |
| 1983      | Pukar                            | Ramdas/Ronnie                                       | |
| 1983      | Coolie                           | Iqbal A. Khan                                       | |
| 1984      | Inquilaab                        | Amarnath                                            | |
| 1984      | Sharaabi                         | Vicky Kapoor                                        | Nominado, el Premio Filmfare al Mejor Actor                                                                      |
| 1985      | Giraftaar                        | Insp. Karan Kumar Khanna                            | |
| 1985      | Mard                             | Raju "Mard" Tangewala                               | Nominado, el Premio Filmfare al Mejor Actor                                                                      |
| 1986      | Aakhree Raasta                   | David/Vijay                                         | |
| 1987      | Jalwa                            |                                                     | Aparición especial                                                                                               |
| 1987      | Kaun Jeeta Kaun Haara            |                                                     | Aparición especial                                                                                               |
| 1988      | Soorma Bhopali                   |                                                     | Aparición especial                                                                                               |
| 1988      | Shahenshah                       | Inspector Vijay Kumar Srivastav / Shahenshah        | Nominado, el Premio Filmfare al Mejor Actor                                                                      |
| 1988      | Hero Hiralal                     |                                                     | Aparición especial                                                                                               |
| 1988      | Ganga Jamuna Saraswati           | Ganga Prasad                                        | |
| 1989      | Batwara                          | Narrador                                            | |
| 1989      | Toofan                           | Toofan y Shyam                                      | |
| 1989      | Jaadugar                         | Goga/Gogeshwar                                      | |
| 1989      | Main Azaad Hoon                  | Azaad                                               | |
| 1990      | Agneepath                        | Vijay Dinanath Chauhan                              | Ganador, el Premio National Film al Mejor Actor Nominado, el Premio Filmfare al Mejor Actor                      |
| 1990      | Krodh                            |                                                     | Aparición especial                                                                                               |
| 1990      | Aaj Ka Arjun                     | Bheema                                              | |
| 1991      | Hum                              | Tiger/Shekhar                                       | Ganador, el Premio Filmfare al Mejor Actor                                                                       |
| 1991      | Ajooba                           | Ajooba/Ali                                          | |
| 1991      | Indrajeet                        | Indrajeet                                           | |
| 1991      | Akayla                           | Inspector Vijay Verma                               | |
| 1992      | Khuda Gawah                      | Baadshah Khan                                       | Nominado, el Premio Filmfare al Mejor Actor                                                                      |
| 1994      | Insaniyat                        | Inspector Amar                                      | |
| 1996      | Tere Mere Sapne                  | Narrador                                            | |
| 1997      | Mrityudata                       | Dr. Ram Prasad Ghayal                               | |
| 1998      | Major Saab                       | Major Jasbir Singh Rana                             | |
| 1998      | Bade Miyan Chhote Miyan          | Inspector Arjun Singh y Bade Miyan                  | |
| 1999      | Lal Baadshah                     | Lal "Baadshah" Singh y Ranbhir Singh                | |
| 1999      | Sooryavansham                    | Thakur Bhanu Pratap Singh y Heera Singh             | |
| 1999      | Hindustan Ki Kasam               | Kabeera                                             | |
| 1999      | Kohram                           | Col. Balbir Singh Sodi (Devraj Hathoda) y Dada Bhai | |
| 1999      | Hello Brother                    | Dios (voz)                                          | |
| 1999      | Biwi No.1                        |                                                     | |
| 2000      | Mohabbatein                      | Narayan Shankar                                     | Ganador, el Premio Filmfare al Mejor Actor de Reparto                                                            |
| 2001      | Ek Rishtaa                       | Vijay Kapoor                                        | |
| 2001      | Lagaan                           | Narrador                                            | |
| 2001      | Aks                              | Manu Verma                                          | Nominado, el Premio Filmfare al Mejor Actor                                                                      |
| 2001      | Kabhi Khushi Kabhie Gham         | Yashvardhan "Yash" Raichand                         | Nominado, el Premio Filmfare al Mejor Actor de Reparto                                                           |
| 2002      | Aankhen                          | Vijay Singh Rajput                                  | Nominado, el Premio Filmfare al Mejor Actor de Reparto                                                           |
| 2002      | Hum Kisise Kum Nahi              | Dr. Rastogi                                         | |
| 2002      | Agni Varsha                      | Indra (Dios)                                        | c |
| 2002      | Kaante                           | Yashvardhan Rampal/"Major"                          | Nominado, el Premio Filmfare al Mejor Actor                                                                      |
| 2003      | Khushi                           | Narrador                                            | |
| 2003      | Armaan                           | Dr. Siddharth Sinha                                 | |
| 2003      | Mumbai Se Aaya Mera Dost         | Narrador                                            | |
| 2003      | Boom                             | Bade Mia                                            | |
| 2003      | Baghban                          | Raj Malhotra                                        | Nominado, el Premio Filmfare al Mejor Actor                                                                      |
| 2003      | Fun2shh                          | Narrador                                            | |
| 2004      | Khakee                           | D.C.P. Anant Kumar Shrivastav                       | Nominado, el Premio Filmfare al Mejor Actor                                                                      |
| 2004      | Aetbaar                          | Dr. Ranveer Malhotra                                | |
| 2004      | Rudraksh                         | Narrador                                            | |
| 2004      | Insaaf                           | Narrador                                            | |
| 2004      | Dev                              | D.C.P. Dev Pratap Singh                             | |
| 2004      | Lakshya                          | Col. Sunil Damle                                    | |
| 2004      | Deewaar                          | Maj. Ranvir Kaul                                    | |
| 2004      | Kyun...! Ho Gaya Na              | Raj Chauhan                                         | |
| 2004      | Hum Kaun Hai                     | Major Frank John Williams y Frank James Williams    | |
| 2004      | Veer-Zaara                       | Chaudhary Sumer Singh                               | Nominado, el Premio Filmfare al Mejor Actor de Reparto Aparición especial                                        |
| 2004      | Ab Tumhare Hawale Watan Saathiyo | Major General Amarjeet Singh                        | |
| 2005      | Black                            | Debraj Sahai                                        | Ganador, el Premio Filmfare al Mejor Actor Ganador, Premio National Film al Mejor Actor                          |
| 2005      | Waqt: The Race Against Time      | Ishwarchandra "Ishwar" Sharawat                     | |
| 2005      | Bunty Aur Babli                  | D.C.P. Dashrath Singh                               | Nominado, el Premio Filmfare al Mejor Actor de Reparto                                                           |
| 2005      | Parineeta                        | Narrraor                                            | |
| 2005      | Paheli                           | Gadariya                                            | Aparición especial                                                                                               |
| 2005      | Sarkar                           | Subhash Nagre/"Sarkar"                              | Nominado, el Premio Filmfare al Mejor Actor de Reparto                                                           |
| 2005      | Viruddh                          | Vidhyadhar Patwardhan                               | |
| 2005      | Ramji Londonwaley                |                                                     | Aparición especial                                                                                               |
| 2005      | Dil Jo Bhi Kahey...              | Shekhar Sinha                                       | |
| 2005      | Ek Ajnabee                       | Suryaveer Singh                                     | |
| 2005      | Amrithadhare                     | Himself                                             | Aparición especial                                                                                               |
| 2006      | Family                           | Viren Sahi                                          | |
| 2006      | Darna Zaroori Hai                | Professor                                           | |
| 2006      | Kabhi Alvida Naa Kehna           | Samarjit Singh Talwar (Sexy Sam)                    | Nominado, el Premio Filmfare al Mejor Actor de Reparto                                                           |
| 2006      | Baabul                           | Balraj Kapoor                                       | |
| 2007      | Eklavya: The Royal Guard         | Eklavya                                             | |
| 2007      | Nishabd                          | Vijay                                               | |
| 2007      | Cheeni Kum                       | Buddhadev Gupta                                     | |
| 2007      | Shootout at Lokhandwala          | Dingra                                              | Aparición especial                                                                                               |
| 2007      | Jhoom Barabar Jhoom              | Sutradhar                                           | Aparición especial                                                                                               |
| 2007      | Ram Gopal Varma Ki Aag           | Babban Singh                                        | |
| 2007      | Om Shanti Om                     |                                                     | Aparición especial                                                                                               |
| 2008      | Jodhaa Akbar                     | Narrador                                            | |
| 2008      | Bhoothnath                       | Bhoothnath (Kailash Nath)                           | |
| 2008      | Sarkar Raj                       | Subhash Nagre/"Sarkar"                              | |
| 2008      | The Last Lear                    | Harish Mishra                                       | Ganador, el Premio Stardust al Mejor Actor                                                                       |
| 2008      | God Tussi Great Ho               | God Almighty                                        | |
| 2009      | Delhi-6                          | Dadaji                                              | Aparición especial                                                                                               |
| 2009      | Aladin                           | El genio                                            | |
| 2009      | Paa                              | Auro                                                | Ganador, el Premio Filmfare al Mejor Actor de Reparto Ganador, el Premio National Film al Mejor Actor de Reparto |
| 2010 2012 | Rann                             | Vijay Harshwardhan Malik                            | |
| 2010 2012 | Teen Patti                       | Venkat Subramanium                                  | |
| 2010 2012 | Kandahar                         | Lokanathan Sharma                                   | |
| 2010 2012 | Shoebite The Great Gatsby        | John Periera Meyer Wolfshiem                        | |

### Productor
- Family: Ties of Blood (2006)
- Viruddh... Family Comes First (2005)
- Aks (2001)
- Major Saab (1997)
- Mrityudaata (1997)
- Tere Mere Sapne (1996)

### Cantante enplayback
- Nishabd (2007)
- Baabul (2006)
- Aetbaar (2004)
- Baghban (2003)
- Kabhi Khushi Kabhie Gham (2001)
- Akayla (1991)
- Jaadugar (1989)
- Toofan (1989)
- Pukar (1983)
- Mahaan (1983)
- Silsila (1981)
- Naseeb (1981)
- Lawaaris (1981)
- Mr. Natwarlal (1979)

### Televisión
- Rendezvous with Simi Grewal (2006)
- Koffee with Karan (2005)
- Kaun Banega Crorepati (2000-2005)
- Titan Antakshari 2007

## [42]Referencias
1. ↑  «movies.indiatimes.com». Bachchan wins his first national award. Archivado desde el original el 13 de octubre de 2007. Consultado el 11 Marchde 2007.
2. ↑  «boxofficeindia.com». Bachchan's box office success. Archivado desde el original el 23 de diciembre de 2005. Consultado el 10 Aprilde 2007.
3. 1 2  «boxofficeindia.com». Coolie a success. Archivado desde el original el 23 de diciembre de 2005. Consultado el 11 Marchde 2007.
4. ↑  «Amitabh Bachchan: Stint in Politics». HindustanTimes.com. Archivado desde el original el 9 de enero de 2006. Consultado el 5 de diciembre de 2005.
5. ↑  «Interview with Amitabh Bachchan». sathnam.com. Archivado desde el original el 31 de mayo de 2009.
6. ↑  https://web.archive.org/web/20051223002120/http://www.boxofficeindia.com/topactors.htm
7. ↑  The Sunday Tribune - Spectrum - Lead Article
8. ↑  https://web.archive.org/web/20060408044011/http://www.boxofficeindia.com/1998.htm
9. ↑  Rediff On The NeT, Movies: The Sooryavansham review
10. ↑  «boxofficeindia.com». Amitabh and Abhishek rule the box office. Archivado desde el original el 12 de febrero de 2006. Consultado el 11 Marchde 2007.
11. ↑  «indiafm.com». Archivado desde el original el 24 de marzo de 2007. Consultado el 26 de marzo de 2007.
12. ↑  «ourbollywood.com». Amitabh Bachchan to star with Johnny Depp. Archivado desde el original el 1 de abril de 2007. Consultado el 11 Marchde 2007.
13. ↑  «bollywoodgate.com». Big B turns dialogue writer for Last Lear. Archivado desde el original el 27 de septiembre de 2007. Consultado el 1 de mayo de 2007.
14. ↑  «rediff.com». Bachchan injured whilst shooting scene. Consultado el 11 Marchde 2007.
15. ↑  «imdb.com». Footage of fight scene in Coolie released to the public. Consultado el 11 Marchde 2007.
16. ↑   «Amitabh Bachchan returns to work». freenewmiexican.com.
17. ↑  «indiafm.com». Amitabh Bachchan sets a record at the Filmfare. Archivado desde el original el 28 de mayo de 2007. Consultado el 11 Marchde 2007.
18. ↑  «geocities.com». Amitabh Bachchan given Omega Award for Excellence. Archivado desde el original el 22 de diciembre de 2001. Consultado el 11 Marchde 2007.
19. ↑  «1984 Padma Shri Awards». IndiaNetzone.com. Consultado el 9 de octubre de 2022.
20. ↑  «apunkachoice.com». Awarded by Uttar Pradesh. Archivado desde el original el 16 de julio de 2011. Consultado el 11 Marchde 2007.
21. ↑  «geocities.com». Amitabh Bachchan named Superstar of the Millennium. Archivado desde el original el 25 de octubre de 2009. Consultado el 11 Marchde 2007.
22. ↑  «oldsherwoodians.com». Bachchan awarded Old Sherwoodians award. Consultado el 11 Marchde 2007.
23. ↑  «portal.Unesco.org». Amitabh Bachchan awarded the Dayawati Modi award. Archivado desde el original el 20 de octubre de 2016. Consultado el 11 Marchde 2007.
24. ↑  «indiatraveltimes.com». Madhya Pradesh honours Bachchan. Archivado desde el original el 16 de abril de 2007. Consultado el 11 Marchde 2007.
25. ↑  «timesofindia.indiatimes.com». Jhansi University honours Amitabh Bachchan. Consultado el 11 Marchde 2007.
26. ↑  «indiaexpress.com». Madhya Pradesh honours Bachchan. Archivado desde el original el 16 de octubre de 2006. Consultado el 11 Marchde 2007.
27. ↑  «redhotcurry.com». IIFA Hall of fame. Archivado desde el original el 3 de abril de 2007. Consultado el 11 Marchde 2007.
28. ↑  «in.rediff.com». Delhi University honours Bachchan. Consultado el 11 Marchde 2007.
29. ↑  «geocities.com». Madame Tussands imortalises Amitabh Bachchan. Archivado desde el original el 27 de diciembre de 2008. Consultado el 11 Marchde 2007.
30. ↑  «videovision.co.za». Government of South Africa honours Bachchan. Archivado desde el original el 29 de septiembre de 2007. Consultado el 11 Marchde 2007.
31. ↑  «geocities.com». Egypt's prime minister honours Bachchan. Archivado desde el original el 27 de octubre de 2009. Consultado el 11 Marchde 2007.
32. ↑  «timesofindia.indiatimes.com». 92nd on channel 4 list. Archivado desde el original el 21 de agosto de 2004. Consultado el 11 Marchde 2007.
33. ↑  «tsunamigeneration.org». Amitabh Bachchan joins Unicef. Archivado desde el original el 2 de noviembre de 2007. Consultado el 11 Marchde 2007.
34. ↑  «imdb.com». Honour for Bachchan at Marrakech festival. Consultado el 11 Marchde 2007.
35. ↑  «indiafirstfoundation.org». First Asian ambassador for Nelson Mandela Foundation. Archivado desde el original el 8 de octubre de 2007. Consultado el 11 Marchde 2007.
36. ↑  «wnbc.com». Amitabh honoured by Walter Reade Theatre. Archivado desde el original el 22 de agosto de 2006. Consultado el 11 Marchde 2007.
37. ↑  «indianfeelings.com». Amsterdam and Amitabh Bachchan. Archivado desde el original el 20 de septiembre de 2007. Consultado el 11 Marchde 2007.
38. ↑  «apunkachoice.com». Amitabh lends his voice for documentary. Archivado desde el original el 2 de abril de 2007. Consultado el 11 Marchde 2007.
39. ↑  «educationuk.org». Amitabh Bachchan honoured by De Montfort University. Archivado desde el original el 19 de marzo de 2007. Consultado el 11 Marchde 2007.
40. ↑  «news.bbc.co.uk». Amitabh awarded the Legion of Honour. Consultado el 11 Marchde 2007.
41. ↑  «Amitabh Bachchan The Shanshah of Bollywood Detail Biograpy in English». Trend Setter LIVE (en inglés estadounidense). Archivado desde el original el 1 de septiembre de 2022. Consultado el 2 de agosto de 2022.